# Сади (Пшисуський повіт)
Сади (пол. Sady) — село в Польщі, у гміні Потворув Пшисуського повіту Мазовецького воєводства.
Населення — 145 осіб (2011).
У 1975-1998 роках село належало до Радомського воєводства.

## Демографія
Демографічна структура станом на 31 березня 2011 року:
|          | Загалом | Допрацездатний вік | Працездатний вік | Постпрацездатний вік |
| -------- | ------- | ------------------ | ---------------- | -------------------- |
| Чоловіки | 68      | 13                 | 51               | 4                    |
| Жінки    | 77      | 16                 | 47               | 14                   |
| Разом    | 145     | 29                 | 98               | 18                   |